# Sašo Rajsar
Sašo Rajsar (Jesenice, Slovenija, 18. kolovoza 1988.) slovenski je profesionalni hokejaš na ledu. Igra na poziciji centra.

## Karijera

### Kranjska Gora (2004. – 2006.)
Rajsar profesionalnu karijeru započinje u Kranjskoj Gori u sezoni 2004./05. U klubu provodi dvije sezone.

### Odense IK (2007. – 2008.)
2007. godine odlazi u danski klub Odense IK gdje provodi tek jednu sezonu. Igrao je za obje klupske selekcije.

### Acroni Jesenice (2004. – 2005., 2006. – 2007., 2008-2009.)
Iako je prve profesionalne nastupe upisao u drugom klubu Acroni Jesenice su njegov matični klub. U sezoni 2004./05. je igrao za Kranjsku Goru, ali i za mladu momčad Jesenica. U klub se vraćao u dva navrata i to u sezoni 2006./07. i 2008./09. igravši za obje selekcije kluba. Prve nastupe u EBEL-u zabilježio je u svojoj posljednjoj sezoni u Jesenicama.

### KHL Medveščak (2009.)
U sezoni 2009./10. pridružuje se KHL Medveščaku te konstantno nastupa u EBEL-u. Također igra i za KHL Medveščak II u Slohokej ligi.

## Statistika karijere
Bilješka: OU = odigrane utakmice, G = gol, A = asistencija, Bod = bodovi, +/- = plus/minus, KM = kaznene minute, GV = gol s igračem više, GM = gol s igračem manje, GO = gol odluke
| 2009./10. | KHL Medveščak | EBEL | 27 | 0 | 1 | 1 | -1 | 4 | 0 | 0 | 0 |  |  |  |  |  |  |  |  |  |

## Vanjske poveznice
- Profil na Eurohockey.net